# Cicindela lengi
Cicindela lengi är en skalbaggsart som beskrevs av Walther Hermann Richard Horn 1908. Cicindela lengi ingår i släktet Cicindela och familjen jordlöpare.

## Underarter
Arten delas in i följande underarter:
- C. l. jordai
- C. l. versuta